# Aetanthus
Aetanthus é um género botânico pertencente à família Loranthaceae.

## Principais espécies
- Aetanthus coriaceus
- Aetanthus cauliflorus
- Aetanthus dichotomus
- Aetanthus ovalis
- Aetanthus subandinus